# Arne Engels
Arne Engels (Dendermonde, 8 september 2003) is een Belgisch voetballer die sinds 2024 uitkomt voor Celtic FC. In 2024 maakte de middenvelder zijn debuut in het Belgisch nationaal voetbalelftal.

## Clubcarrière

### Club Brugge
Engels, geboren in Dendermonde, is afkomstig uit Opwijk. Hij begon er zijn carrière bij de plaatselijke club KSK Opwijk. Via Eendracht Aalst zette hij de stap naar KAA Gent. Van daaruit maakte hij in 2015 de overstap naar Club Brugge, waar hij destijds aansloot bij de U13. In juli 2020 maakte hij zijn officieuze debuut voor het eerste elftal van Club Brugge in een oefenwedstrijd tegen KMSK Deinze.
Op 22 augustus 2020 maakte hij zijn profdebuut in het shirt van Club NXT, het beloftenelftal van Club Brugge: op de eerste competitiespeeldag van de Proximus League kreeg hij een basisplaats tegen RWDM. Een maand later kreeg hij een contractverlenging tot 2023 bij Club Brugge. Engels speelde in het seizoen 2020/21 mee in 20 van de 28 competitiewedstrijden van Club NXT, meestal als basisspeler. In februari 2020 reisde hij met het eerste elftal, dat stevig getroffen was door COVID-19, naar Kiev voor de Europa League-wedstrijd tegen Dynamo Kiev. De tiener kwam echter niet in actie. Ook tijdens de terugwedstrijd een week later zat hij op de bank, maar opnieuw kwam hij niet aan spelen toe.
Engels, die in de seizoensvoorbereiding zijn kans kreeg bij het eerste elftal, trad in het seizoen 2021/22 met Club NXT weer aan in de beloftencompetitie. Engels liet zich dat seizoen opmerken door in de UEFA Youth League in de laatste drie groepswedstrijden te scoren (tegen Manchester City, RB Leipzig en Paris Saint-Germain). Club Brugge plaatste zich dat seizoen voor de tussenronde van de Youth League, maar ging daarin onderuit tegen FC Midtjylland. Club NXT eindigde uiteindelijk derde in de beloftencompetitie, waardoor blauw-zwart in het seizoen 2022/23 weer in Eerste klasse B mocht aantreden.
Bij de comeback van Club NXT in Eerste klasse B was Engels, die tijdens de seizoensvoorbereiding opnieuw wat oefenwedstrijden speelde met het eerste elftal, net als twee seizoenen daarvoor een vaste waarde in de ploeg. Engels was voor de winterstop goed voor twee doelpunten: in de thuiswedstrijden tegen SL16 FC en SK Beveren, die allebei op een 2-2-gelijkspel eindigden, opende hij telkens de score. Daarnaast leverde Engels, die dat seizoen ook een paar keer de aanvoerdersband droeg, ook nog eens zes assists af – enkel Alonso Martínez en Guillaume De Schryver deden bij de jaarwisseling even goed of beter. In de groepsfase van de UEFA Youth League was hij dan weer goed voor twee assists: op de eerste speeldag verlengde Jorne Spileers tegen Bayer Leverkusen een vrije trap van hem in doel, op de vierde speeldag kopte Lenn De Smet een corner van hem binnen tegen Atlético Madrid. Voor de eerste ploeg van Club Brugge speelde Engels, in tegenstelling tot generatiegenoten als Cisse Sandra en Lynnt Audoor of de twee jaar jongere Jorne Spileers, nooit een officiële wedstrijd voor het eerste elftal.

### FC Augsburg
Begin januari 2023 verliet hij Club Brugge voor FC Augsburg, dat op dat moment veertiende stond in de Bundesliga. Engels, wiens contract bij Club Brugge op het einde van het seizoen zou aflopen, ondertekende een contract tot medio 2027 bij Augsburg, dat 100.000 euro voor hem neertelde. Engels vertrok meteen mee op trainingskamp en maakte tijdens de sessies indruk op trainer Enrico Maaßen.
Op 22 januari 2023 maakte hij zijn officiële debuut voor Augsburg: in de competitiewedstrijd tegen Borussia Dortmund kreeg hij meteen een basisplaats. Augsburg verloor met 4-3, maar Engels liet zich meteen opmerken door een assist af te leveren aan Ermedin Demirović. In de Bundesliga groeide hij meteen basisspeler. In de gewonnen partij tegen Bayer 04 Leverkusen op 3 februari 2023 zette Engels meteen een tweede assist achter zijn naam met een perfecte corner. In het 2-2-gelijkspel tegen VfL Wolfsburg op 1 april 2023 was hij goed voor twee assists. In zijn eerste halve seizoen kwam Engels aan de aftrap in achttien van de negentien resterende Bundesliga-wedstrijden in actie, enkel op de 32e speeldag ontbrak hij tegen VfL Bochum vanwege een gele schorsing. Augsburg ging zonder Engels met 3-2 de boot in bij Bochum, waardoor het met nog twee speeldagen te gaan slechts vier punten boven de degradatiestreep bleef staan. Augsburg verloor zijn laatste twee competitiewedstrijden van het seizoen, maar slaagde er nipt in om zich te handhaven in de Bundesliga. Engels sloot zijn eerste halve seizoen in de Bundesliga af met vier assists achter zijn naam.
Ook het seizoen 2023/24 zijn tweede seizoen begon Engels als basisspeler. Op de openingsspeeldag droeg Engels bij aan het doelpuntenfestival tussen Augsburg en Borussia Mönchengladbach (4-4-gelijkspel) door in de blessuretijd van de eerste helft de strafschop af te dwingen die de 3-3 opleverde. Op 23 september 2023 kreeg Engels in de competitiewedstrijd tegen FSV Mainz 05 kort na het uur rechtstreeks rood. Het leverde hem een schorsing van twee wedstrijden op. Hierdoor was de wedstrijd tegen Mainz zijn laatste wedstrijd onder trainer Enrico Maaßen, want na de 1-2-nederlaag tegen SV Darmstadt 98 op 7 oktober 2023 werd de 39-jarige Duitser ontslagen vanwege de povere seizoensstart.
In de eerste vier wedstrijden onder Jess Thorup was Engels invaller. Dat weerhield hem er niet van om in de tweede wedstrijd onder de Deense trainer, op 28 oktober 2023, voor een ommekeer te zorgen tegen Wolfsburg: in de 79e minuut duwde landgenoot Sebastiaan Bornauw een verre voorzet van hem in doel, twee minuten later kopte hij zelf de 3-2-eindscore binnen. Ook bij zijn eerste basisplaats onder Thorup, op 25 november 2023 tegen 1.FC Union Berlin, was hij beslissend: Ermedin Demirović had het eerste doelpunt van de wedstrijd, die op 1-1-eindigde, gescoord na een strafschopfout op Engels. Desondanks schipperde Engels onder Thorup tussen bank en basis. De Deen gebruikte hem weliwswaar in elke wedstrijd, waardoor Engels het seizoen 2023/24 afsloot met 32 competitiewedstrijden op de teller (en een bekerwedstrijd tegen SpVgg Unterhaching). Engels was tijdens zijn invalbeurten meermaals van grote waarde: in de 0-6-zege tegen SV Darmstadt 98 op 2 maart 2024 leverde hij met de verre vrije trap de assist af voor de 0-6 van Phillip Tietz, zes dagen eerder had hij in de 2-1-thuiszege tegen SC Freiburg dan weer het winnende doelpunt gescoord. Ook in de 1-2-zege bij Borussia Mönchengladbach op 21 januari 2024 kwam het winnende doelpunt voor Augsburg van de voet van Engels, die die avond basisspeler was in het Borussia-Park.

### Celtic FC
Op 30 augustus 2024 maakte de Schotse topclub Celtic FC bekend dat Engels er een vierjarig contract had ondertekend. Engels moest er mee het vertrek van Matt O'Riley naar Brighton & Hove Albion FC opvangen. In de Schotse pers werd gewag gemaakt van een transfersom van 11 miljoen Britse pond, oftewel een verbreking van het clubrecord dat sinds 2018 in handen was van Odsonne Édouard. Amper twee dagen na de officiële aankondiging van zijn transfer maakte Engels al zijn officiële debuut voor de club: in de Old Firm-derby tegen Rangers FC (3-0-winst) liet trainer Brendan Rodgers hem kort na het uur invallen.
Op 18 september 2024 was Engels bij zijn Europese debuut – een 5-1-zege tegen Slovan Bratislava in de eerste speelronde van de league phase van de Champions League – goed voor een strafschopgoal en een assist. Vier dagen eerder had hij zijn doelpuntenrekening voor Celtic al geopend in de 2-0-competitiezege tegen Heart of Midlothian, eveneens vanop de strafschopstip.

## Clubstatistieken
| Seizoen         | Club            | Land               | Competitie           | Competitie | Competitie | Beker | Beker | Supercup | Supercup | Europees | Europees | Totaal | Totaal |
| Seizoen         | Club            | Land               | Competitie           | Wed.       | Dlp.       | Wed.  | Dlp.  | Wed.     | Dlp.     | Wed.     | Dlp.     | Wed.   | Dlp.   |
| --------------- | --------------- | ------------------ | -------------------- | ---------- | ---------- | ----- | ----- | -------- | -------- | -------- | -------- | ------ | ------ |
| 2020/21         | Club NXT        | Vlag van België    | Eerste klasse B      | 20         | 1          | —     | —     | —        | —        | —        | —        | 20     | 1      |
| 2022/23         | Club NXT        | Vlag van België    | Eerste klasse B      | 15         | 2          | —     | —     | —        | —        | —        | —        | 15     | 2      |
| 2022/23         | FC Augsburg     | Vlag van Duitsland | Bundesliga           | 18         | 0          | 0     | 0     | —        | —        | —        | —        | 18     | 0      |
| 2023/24         | FC Augsburg     | Vlag van Duitsland | Bundesliga           | 32         | 3          | 1     | 0     | —        | —        | —        | —        | 33     | 3      |
| 2024/25         | FC Augsburg     | Vlag van Duitsland | Bundesliga           | 1          | 0          | 1     | 0     | —        | —        | —        | —        | 2      | 0      |
| 2024/25         | Celtic FC       | Vlag van Schotland | Scottish Premiership | 8          | 2          | 2     | 0     | —        | —        | 4        | 1        | 14     | 3      |
| Carrière totaal | Carrière totaal | Carrière totaal    | Carrière totaal      | 94         | 8          | 4     | 0     | 0        | 0        | 4        | 1        | 102    | 9      |

Bijgewerkt op 14 november 2024.

## Interlandcarrière

### Beloften
Engels maakte op 24 maart 2023 zijn debuut voor de Belgische beloften: in de oefeninterland tegen Tsjechië (0-0-gelijkspel) liet beloftenbondscoach Jacky Mathijssen hem in de eerste helft meespelen. In juni 2023 maakte Engels aanvankelijk geen deel uit van de selectie van Mathijssen voor het EK onder 21 in Roemenië en Georgië, maar door de blessures van Arthur Vermeeren en Roméo Lavia werden Engels en Anthony Descotte uiteindelijk nog opgeroepen als vervangers. Engels kwam op het beloften-EK, waar België sneuvelde in de groepsfase, niet in actie.

### Rode Duivels
Op 31 mei 2024 werd Engels samen met Mandela Keita door bondscoach Domenico Tedesco verrassend opgeroepen om de Belgische selectie als reserve aan te vullen in hun basiskamp te Tubeke, waar ze het aanstaande Europees kampioenschap 2024 in Duitsland voorbereidden. Vijf dagen later mocht hij tegen Montenegro zijn eerste officiële selectie bij de Rode Duivels vieren. Uiteindelijk was er in de definitieve EK-selectie van Domenico Tedesco geen plaats voor Engels. Op 6 september 2024 kreeg de middenvelder zijn eerste speelminuten voor Rode Duivels: in de UEFA Nations League-wedstrijd tegen Israël (3-1-winst) mocht hij in de 73e minuut invallen voor Youri Tielemans. Gelijktijdig maakte ook Julien Duranville zijn interlanddebuut voor België.

### Interlands
| Interlands van Arne Engels voor België | Interlands van Arne Engels voor België | Interlands van Arne Engels voor België | Interlands van Arne Engels voor België | Interlands van Arne Engels voor België | Interlands van Arne Engels voor België |
| Als speler bij Celtic FC               | Als speler bij Celtic FC               | Als speler bij Celtic FC               | Als speler bij Celtic FC               | Als speler bij Celtic FC               | Als speler bij Celtic FC               |
| No.                                    | Datum                                  | Wedstrijd                              | Uitslag                                | Soort Wedstrijd                        | Doelpunten                             |
| -------------------------------------- | -------------------------------------- | -------------------------------------- | -------------------------------------- | -------------------------------------- | -------------------------------------- |
| 1.                                     | 6 september 2024                       | België – Israël                        | 3 – 1                                  | UEFA Nations League 2024/25            | -                                      |
| 2.                                     | 14 oktober 2024                        | België – Frankrijk                     | 1 – 2                                  | UEFA Nations League 2024/25            | -                                      |
| 3.                                     | 14 november 2024                       | België – Italië                        | 0 – 1                                  | UEFA Nations League 2024/25            | -                                      |
| 4.                                     | 17 november 2024                       | Israël – België                        | 1 – 0                                  | UEFA Nations League 2024/25            | -                                      |
| Totaal                                 | Totaal                                 | Totaal                                 | Totaal                                 | Totaal                                 | 0                                      |

Bijgewerkt t/m 17 november 2024
1 Schmeichel ·
2 Johnston ·
3 Taylor ·
5 Scales ·
6 Trusty ·
7 Palma ·
8 Furuhashi ·
9 Idah ·
10 Kühn ·
12 Sinisalo ·
13 Yang ·
14 McCowan ·
15 Holm ·
17 Nawrocki ·
20 Carter-Vickers ·
27 Engels ·
28 Bernardo ·
29 Bain ·
38 Maeda ·
41 Hatate ·
42 McGregor  ·
49 Forrest ·
56 Ralston ·
57 Welsh ·
Coach: Rodgers